# Karl Christoph Hueter
Karl Christoph Hueter, född 6 mars 1803 i Melsungen, Hessen, död 18 augusti 1857 i Marburg, var en tysk läkare; far till Carl Hueter. 
Hueter studerade i Marburg 1820-24, och blev medicine doktor 1824 på en avhandling om två fall av kejsarsnitt, studerade därefter hospitalsväsendet under resor i Tyskland och Österrike och blev 1825 assistent vid den kirurgiska kliniken i Marburg, där han blev privatdocent. År 1831 utnämndes han till e.o. professor, 1833 till ordinarie professor och direktör för barnbördshuset där.
Hueters författarskap är väsentligen obstetriskt; han författade bland annat Die Pathologie und Therapie der fünften Geburtsperiode (1828), Die dynamischen Geburtsstörungen (två band, 1830) och Lehrbuch der Geburtshilfe für Hebeammen (1838). Dessutom en mängd mindre avhandlingar, däribland några om ögonsjukdomar, som Ueber Ophthalmia intermittens och Die katarrhalischen Augenentzündungen ("Gräfe's Journal" XII, XIII och "Heidelberger klinische Annalen" V, VI).